# Colônia Cecília

Localização do município de Palmeira no estado do Paraná

Colônia Cecília foi uma comuna experimental baseada em premissas anarquistas. A colônia foi fundada em 1890, no município de Palmeira, no estado do Paraná, por um grupo de libertários mobilizados pelo escritor e agrônomo italiano Giovanni Rossi (1859-1943).
A fundação da Colônia Cecília foi a primeira tentativa efetiva de implantação do ideário anarquista no Brasil (1889). Rossi, ideólogo e escritor anarquista, adepto da "acracia", foi instigado pelo músico brasileiro Carlos Gomes a  procurar D. Pedro II com o propósito de instaurar uma comunidade capaz de propulsionar um "novo tempo", uma utopia baseada no trabalho, na vida e no amor libertário.
Interessado na colonização do Brasil, D. Pedro II atendeu ao pedido e escreveu a Rossi oferecendo as terras a serem ocupadas pelos italianos (300 alqueires na região meridional brasileira). A doação, de fato, não aconteceu: logo depois da oferta pelo imperador, foi instaurada a república brasileira, que não reconheceu concessões de terras outorgadas a estrangeiros pelo império deposto. Rossi não desistiu. Comprou as terras por meio da "Inspetoria de Terras e Colonização".
O Brasil recebeu uma grande quantidade de imigrantes, principalmente italianos, no final do século XIX. Se na Itália a condição de vida no campo fundamentou a emigração, no Brasil, tanto nas fazendas de café quanto nos núcleos coloniais, a realidade não era muito diferente, estando distante de um processo de caráter inovador: o imigrante se inseria no Brasil como proletário em potencial. Foi nesse meio social que o anarquismo se propagou no Brasil. 

## A vida na Colônia
Os primeiros colonos chegaram em 1890 e construíram um barracão coletivo que instalava, provisoriamente, as famílias para, em seguida, cada uma tratar de construir a sua própria casa. Nessa época, o contingente populacional na Colônia Cecília era de quase trezentas pessoas, incluindo o próprio Rossi. Ao final de 1891, a explosão populacional superava a estrutura disponível: 20 casas de madeira e um barracão comunitário. A lavoura e a pecuária não produziam o suficiente para a subsistência dos colonos, grande parte de origem operária e sem conhecimentos agrícolas para implementar uma produção em maior escala. 
O primeiro obstáculo enfrentado pelo núcleo anarquista foi o modo de organizar o trabalho. Aos artesãos, foram designadas tarefas semelhantes às que já realizavam. Mas quanto aos lavradores, Giovanni Rossi já pressentira que encontrariam dificuldades em razão da diferença entre o solo brasileiro e o italiano.
Ao concluírem a construção das habitações coletivas e individuais e dividirem racionalmente o trabalho entre os 150 colonos, eles se depararam com um fato real: o milho, que era ideal para aquela região, não nasce do dia para a noite. Com o dinheiro que trouxeram, conseguiram subsistir, comprar mantimentos, instrumentos para a lavoura e sementes. Contudo, viram-se obrigados a procurar por outras atividades para delas tirar seu sustento até que pudessem viver tão somente de sua lavoura. Alguns se ocupavam da plantação enquanto outros trabalhavam em obras do governo.
Os colonos plantaram mais de oitenta alqueires de terra - em área que lhes fora cedida pelo imperador Pedro II, pouco antes da proclamação da República - e construíram mais de dez quilômetros de estrada, numa época na qual inexistiam máquinas, tratores ou guindastes de transporte de terras.
Foram edificados o barracão coletivo, vinte barracões individuais, celeiros, a casa da escola, moinho de fubá, tanque de peixes, o pavilhão coletivo - que também abrigava o consultório médico - viveiro de mudas, poços, valos, pomar de peras, estábulos, além da grande lavoura de milho.
Nos quatro anos de existência da colônia (1890-1894), sua população chegou a atingir cerca de 250 pessoas. Realizaram-se duas relações do tipo poligâmico. O próprio Rossi se propôs como exemplo concreto do novo estilo de vida, compartilhando com outro homem a sua ligação amorosa com uma moça da colônia.
Em 1892, aconteceu o primeiro revés na colônia: sete famílias decidiram pelo regresso à Itália - a primeira desagregação que, seguida de outras, reduziu a Colônia a apenas vinte pessoas até o final desse mesmo ano. Os colonos iniciaram a migração para Curitiba: eram médicos, engenheiros, professores, intelectuais e operários, além de camponeses na Itália. Esse grupo fundou na capital paranaense a Sociedade Giuseppe Garibaldi.
No ano seguinte (1892), a colônia recebe novo alento com a chegada de novos colonos. Nesse período (apogeu de sua breve história), teve início a vitivinicultura e a fabricação de sapatos e barricas. Ao final desse ano, a colônia contava com sessenta e quatro pessoas, dois poços artesianos e uma estrada de acesso. Foi também nesse período que os sapateiros oriundos da colônia exerceram papel de destaque no movimento operário do estado.

## O fim da colônia
O experimento da Colônia Cecília terminou por vários motivos. O principal foi a pobreza material, chegando mesmo a condições de miséria. Em segundo lugar, a hostilidade da comunidade polonesa vizinha, fortemente católica. O próprio clero e as autoridades locais promoveram o ostracismo dos anarquistas. Enfim, havia as doenças, ligadas à desnutrição, à falta de condições de saneamento adequadas, além dos problemas internos ligados às dificuldades de adaptação ao estilo de convivência anarquista, particularmente no tocante ao amor livre, que, embora teoricamente fosse aprovado por todos, na prática, despertava insegurança.
A Colônia Cecília, desde o final de 1893, entretanto, dava sinais de esgotamento: havia grande demanda por mão de obra nas cidades vizinhas, especialmente Palmeira, Porto Amazonas, Ponta Grossa, além da capital. Mesmo assim, outras famílias continuaram chegando à colônia, atraídas pela propaganda difundida pela imprensa socialista europeia que, entretanto, não foi suficiente para a sua manutenção. A Colônia Cecília se extinguiu em 1893.

## Representação na cultura popular
As histórias vivenciadas na Colônia Cecília foram representadas em diversos segmentos artísticos, como na literatura e na dramaturgia da televisão brasileira. Na literatura, destaca-se a obra de Zélia Gattai, Anarquistas graças a Deus (1979), onde trata de histórias envolvendo a família que chegou a integrar a colônia. Diversas outras obras também contam a história da Colônia, como Colônia Cecília - Romance de uma Experiência Anarquista (1980), de Afonso Schmidt, e obras mais recentes como "Colônia Cecília", de autoria de Arnoldo Monteiro Bach (2011), e "A Saga da Colônia Cecília" (2013), de autoria de Darvino Agottani.
A obra de Gattai inspirou a minissérie brasileira produzida pela Rede Globo que levou o mesmo nome, Anarquistas, Graças a Deus (1984), escrita por Walter George Durst e dirigida por Walter Avancini, que também representou em seu contexto a Colônia Cecília devido ao movimento anarquista no Brasil. A Rede Bandeirantes exibiu pela primeira vez em 1989 a minissérie Colônia Cecília, escrita por Patrícia Melo e Carlos Nascimbeni, em que o drama foi protagonizado por Giovanni Rossi, interpretado por Paulo Betti. A RPC exibiu em 2012 a minissérie de ficção de época Colônia Cecília – Uma História de Amor e Utopia, produzida pela GP7 Cinema.

## No cinema
Em 1975, o francês Jean-Louis Comolli, crítico e editor-chefe da revista francesa Cahiers du Cinéma entre 1966 e 1971, realizou o filme "La Cecilia", em co-produção francesa e italiana, retratando a história da comunidade fundadora da colônia. O filme se insere naquele filão de cinema político dos 1970, resultado dos movimentos estudantis de '68, junto com outras produções europeias contemporâneas, especialmente de realizadores italianos como Francesco Rosi, Elio Petri e os Irmãos Taviani.
Filmado em local não identificado, provavelmente na Itália, em italiano e português, conta com os atores atores Massimo Foschi (Giovanni Rossi), Maria Carta (Olimpia), Vittorio Mezzogiorno (Luigi) e Mario Bussolino (Ernesto Lorenzini). O roteiro é creditado a Jean-Louis Comolli, Eduardo de Gregorio e Marianne di Vettimo.
Foi lançado em julho de 1975 no Taormina Film Festival e comercialmente na França somente no ano seguinte.
A musica original é do clarinetista e sanfonista Michel Portal (Michel Portal [bandoneon], com Maurice Vander [piano], Joseph Dejeane [guitarra] e Bernard Lubat [percussão]), mas inclui também, na abertura, o canto anarquista "Amore Ribelle", de Pietro Gori, cantado pela própria Maria Caria, que também foi cantora da tradição folclórica da Sardenha, com o "birimbau" (sic) de Naná Vasconcelos.

## Memorial Colônia Cecília
No dia 31 de março de 2016, foi inaugurado o Memorial Anarquista da Colônia Cecília, na Praça Memorial da Colônia Cecília no Brasil, na localidade de Santa Bárbara, área rural do município de Palmeira. O memorial foi construído com recursos federais e conta com nove totens, uma réplica de casa dos imigrantes e um busto do idealizador da experiência, Giovanni Rossi. O espaço (terreno) onde foi construído o memorial é uma doação de um dos descendentes de imigrantes italianos que residiram na localidade, Evaldo Agottani.
O memorial foi idealizado pelo arquiteto Murilo Malucelli Klas e os oito totens com mosaicos foram criados pelo artista plástico Marcos Coga.